# Jónás József
Jónás József (Selmecbánya, 1787. február 21. – Pest, 1821. február 1.) bányamérnök, ásványkutató, múzeumi őr.

## Életútja
Apja mészáros és marhakereskedő volt. 16 éves korában a selmeci bányaművelésnél alkalmazták és 1805-től 1807-ig az ottani királyi bányászakadémián Patzier és Reichetzer tanárok alatt tanulta a bányaműveléstant és tanulmányainak végeztével mint gyakornokot alkalmazták. 1811-ben Gois gróf társaságában mineralógiai tanulmányozás céljából utazást tett Besztercebányán, Szomolnokon, Nagybányán, Kapnikon és Máramaros megyében. Ezen utazásának leírásával magára vonta a külföldi tudósok figyelmét is. Utazásából visszatérve a bányászakadémiai hallgatóknak kőzettani felolvasásokat tartott; azonban ezen felolvasásai s az általa tervezett olvasóegylet nem nyerte meg a felsőbb jóváhagyást. 1814-ben József főherceg nádor kinevezte a Magyar Nemzeti Múzeum természetrajzi osztályához segédőrnek, mely hivatalát május 1-jén elfoglalta; Tehel halála után pedig 1817-ben őrnek léptették elő. Ugyanezen évben kilenc hónapig Selmecbányán a bányaműveléssel foglalkozott. Az udvarnak 1820. októberben Budán tartózkodása alatt a magyar királynak néhányszor szóbeli előterjesztést tett a magyar bányászat és a bányászakadémia érdekében s ezen előerjesztését, bővebben kifejtve, írásban is benyújtotta. Tudományos törekvései a kormány körében is elismerést arattak, úgy hogy munkálataihoz a bányahivatalnokoktól, felsőbb meghagyás folytán, tudósításokat és jegyzeteket nyert. Ezalatt fáradhatatlanul gyarapította mineralógiai gyűjteményét. Legfőbb vágyát azonban, a selmeci bányászakadémia kémiai tanszékét, melyre éppen folyamodott, nem érhette el, mert három évi sorvasztó betegség után 1821. február 1-jén meghalt Pesten. Kevéssel halála előtt (január 21.) kapta a német mineralógiai társaságnak tiszteletbeli tagsági oklevelét. Több németországi tudós társaságnak tagja volt.
Cikke a Leonhard Taschenbuchjában (VIII. 1814. Beschreibung einer im J. 1811 durch Oberungarn, Schemnitz, Neusohl. Schmölnitz nach Nagybánya und Kapnikunternommenen Reise, X. 1816. Nachricht über das Vorkommen einiger Mineralien in der Gegend von Schemnitz, XII. 1818. Beiträge zur Oriktognosie), a Schriften der Jenenser mineral. Gesellschaft c. munkában (VI. 1825. Über einige ungarische Minerale); a Tudományos Gyűjteménynek is munkatársa volt névtelenül.

## Munkái
- An Freunde, Beförderer und Kenner der anorganischen Produkte des österreichischen Kaiserstaates, der Technologie und commerzes. Einldung zur literarischen Mitwirkung für das physiotechnographische Magazin über die anorganische Natur des österreichischen Kaiserstaates Pest, 1819.
- Ungarns Mineralreich, orycto-geognostisch und topographisch dargestellt. Uo. 1820. (Physico-technographisches Magazin über die anorganische Natur des österreichischen Kaiserstaates. I. Jahrgang. Halála ezen munkát félbeszakította.)

### Kézirata
- Jakob. Ferd. Miller Musei Nat. Directori dicatum A. 1816. Ívrét három lap.